# Juan León Mera

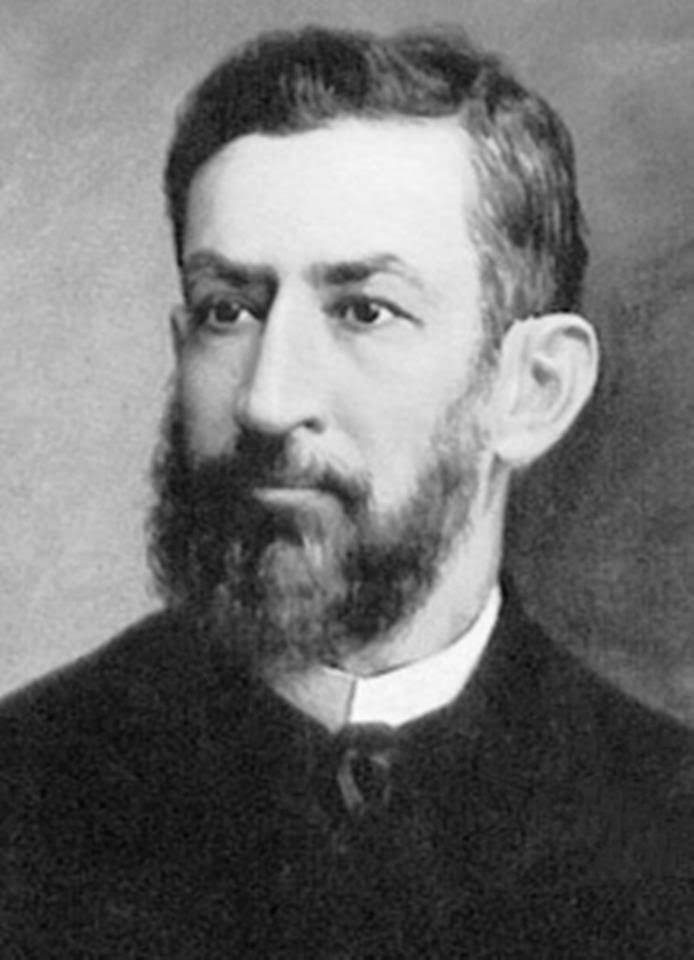
Juan León Mera

Juan León Mera Martínez (n. 28 iunie 1832 la Ambato - d. 13 decembrie 1894 la Ambato) a fost un scriitor, politician și pictor din Ecuador.
A fost unul dintre principalii exponenți ai curentului indianist din epoca romantică.
Poemele sale, în tonalități melodramatice și sentimentale, sunt notabile prin sinceritatea emoției și frumusețea descrierilor din natură.
A realizat și studii critice privind poezia ecuadoriană.

## Scrieri
- 1861: Le virgen del sol ("Fecioara soarelui");
- 1879: Cumandá, o un drama entre salvajes ("Cumandá sau o dramă între sălbatici");
- 1868: Ojeada histórico-crítica sobre la poesía ecuatoriana desde su época más remota hasta nuestros tiempos ("Privire istorico-critică asupra poeziei ecuatoriene din epoca cea mai îndepărtată până în timpurile noastre").

1. 1 2 3  Autoritatea BnF, accesat în 10 octombrie 2015
2. 1 2  Мера Хуан Леон, Marea Enciclopedie Sovietică (1969–1978)[*]